# Otūr Sarā
Otūr Sarā (persiska: اتور سرا) är en ort i Iran.   Den ligger i provinsen Gilan, i den nordvästra delen av landet, 260 km nordväst om huvudstaden Teheran. Otūr Sarā ligger 44 meter över havet och antalet invånare är 151.
Terrängen runt Otūr Sarā är platt åt nordost, men åt sydväst är den kuperad. Runt Otūr Sarā är det ganska tätbefolkat, med 120 invånare per kvadratkilometer. Närmaste större samhälle är Fūman, 5,6 km sydost om Otūr Sarā. Trakten runt Otūr Sarā består till största delen av jordbruksmark.